# Sávos zászlók képtára
Ez a galéria a sávos zászlók néhány változatát mutatja be.  Nem számítva bele a kétszínű és háromsávos zászlókat.

## Függőleges vonal

Andorra zászlaja (sávok pecséttel)
Alt Empordà
NATO jelző zászló answer
Bréma
Buddhista zászló
ICS zászló golf
Mauritius tengerészeti zászlaja
NATO jelző zászló port
Lappföld zászlaja
Tennessee zászlaja
NATO jelző zászló turn
Valencia zászlaja

## Vízszintes vonal

Alt Empordà
Aragónia zászlaja
Az Arapaho Nemzet zászlaja
A Baleár-szigetek zászlaja
Az Első Brazil Köztársaság zászlaja (1889)
Bréma
Brit Columbia zászlaja
Brit Kelet-indiai Társaság (1707-ig)
Brit Kelet-indiai Társaság (1707-től)
Flag of the Brit Kelet-indiai Társaság (1801-től)
Brit Indiai-óceáni Terület zászlaja
Bretagne
Caquetá megye
Katalónia zászlaja
Cataño, Puerto Rico
ICS zászló charlie
Kínai Köztársaság zászlaja (1921-1928)
NATO jelző zászló division
Meleg Büszkeség zászlaja
Németország zászlaja (ideiglenes polgári zászló, 1945-1949)
Görögország zászlaja
Hawaii zászlaja
Cuzco, Peru zászlaja
Izrael zászlaja
Kuala Lumpur, Malajzia
La Rioja zászlaja
Libéria zászlaja
Liège
Luxemburg polgári zászlaja
Malajzia zászlaja
Mauritius zászlaja
Podlasiei vajdaság
Puerto Rico zászlaja
Uganda zászlaja
Az Amerikai Egyesült Államok zászlaja
Nagyuniós zászló (Az első amerikai nemzeti zászló)
Uruguay zászlaja
Valencia zászlaja
Vieques, Puerto Rico
Vietnami Köztársaság
Nyugat-Pápua
Zimbabwe zászlaja
Indonézia tengerészeti zászlaja

## Átlós

Baltimore, Maryland
Brunei zászlaja
Cataño, Puerto Rico
Sarawak

## Lepel

Fort Wayne, Indiana
St. Louis, Missouri
A Dél-afrikai Köztársaság zászlaja
Tuva zászlaja

## Sugár

Arizona zászlaja
Doneck
Japán tengerészeti zászlaja
A Japán Császári Hadsereg hadi zászlaja
A Japán Önvédelmi Haderő zászlaja
Macedónia zászlaja
A Seychelle-szigetek zászlaja
Tibet zászlaja
Nyugat-Flandria